# ووكر لويس
ووكر لويس (بالإنجليزية: Walker Lewis)‏ هو قائد ديني أمريكي، ولد في 3 أغسطس 1798 في ماساتشوستس في الولايات المتحدة، وتوفي في 26 أكتوبر 1856 في لوويل في الولايات المتحدة بسبب سل.